# Самсонівка (Корюківський район)
Самсо́нівка —  село в Україні, у Корюківській міській громаді Корюківського району Чернігівської області. Населення становить 24 осіб.  До 2016 орган місцевого самоврядування — Тютюнницька сільська рада.

## Географія
Село розташоване за 11 км від районного центру і залізничної станції Корюківка та за 4 км від селищної ради.  Висота над рівнем моря — 130 м. 

## Історія
12 червня 2020 року, відповідно до розпорядження Кабінету Міністрів України № 730-р «Про визначення адміністративних центрів та затвердження територій територіальних громад Чернігівської області», увійшло до складу Корюківської міської громади.
19 липня 2020 року, в результаті адміністративно-територіальної реформи та ліквідації колишнього Корюківського району, село увійшло до складу новоутвореного Корюківського району.